# لورانس فليك
لورانس فليك (بالإنجليزية: Lawrence Flick)‏ هو طبيب ومؤرخ أمريكي، ولد في 1856، وتوفي في 1938.